# Archipel Ōsumi
Pour les articles homonymes, voir Ōsumi.
L'archipel Ōsumi (大隅諸島, Ōsumi shotō) ou îles Ōsumi est un groupe d'îles de la mer de Chine orientale situé au sud-ouest du Japon. Il fait partie de l'archipel Satsunan, avec les îles Tokara et Amami au sud, et par conséquent de l'archipel Nansei. Cet archipel est séparé par le détroit d'Osumi du sud de la péninsule d'Ōsumi (大隅半島, Ōsumi hantō) sur Kyūshū, bien au nord d'Okinawa, la grande île de l'archipel d'Okinawa. L'île de Tanega-shima a sa côte orientale en bordure de la mer des Philippines.

## Géographie

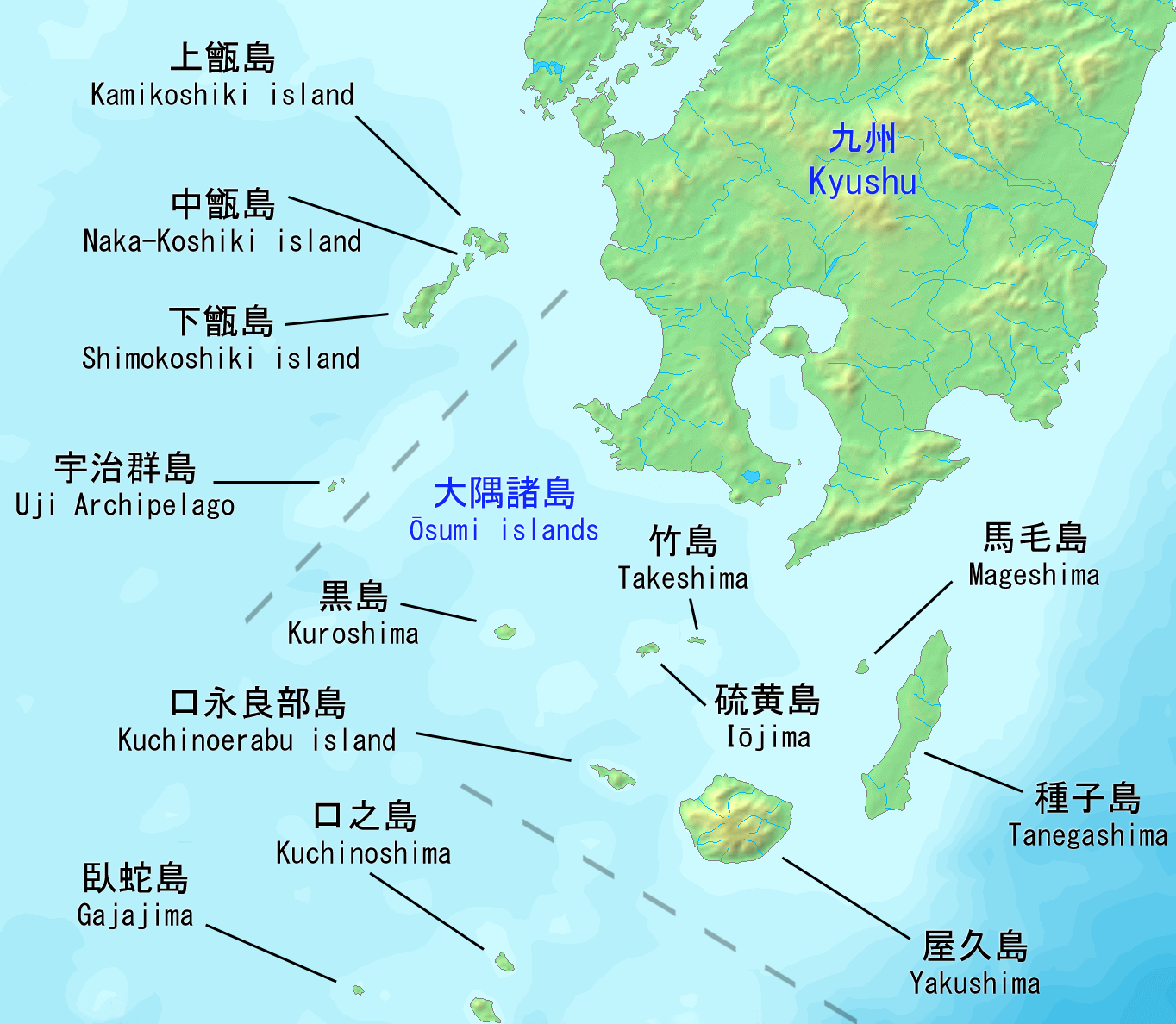
Les îles Ōsumi (image satellite)

Ōsumi est composé de sept îles habitées, d'ouest en est, et du nord au sud :

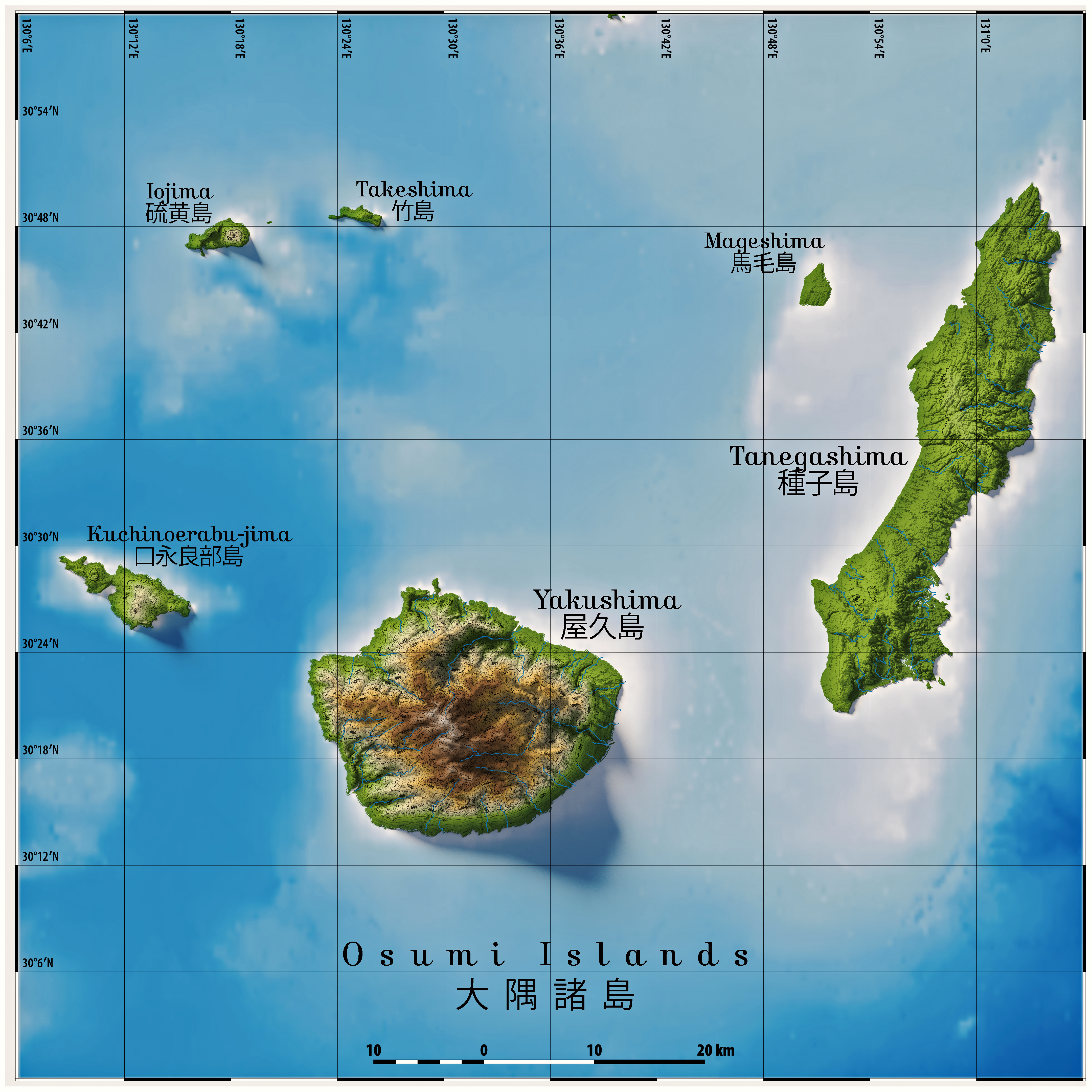
Carte topographique de l'rchipel Ōsumi.

- Kuro-shima (黒島?)
- Iō-jima (硫黄島?)
- Take-shima (竹島?)
- Kuchinoerabu-jima (口永良部島?)
- Yaku-shima (屋久島?)
- Mage-shima (馬毛島?)
- Tanega-shima (種子島?)

## Administration
L'archipel formait jusqu'en 824 la province de Tane (多褹国, Tane-no-kuni), avant d'être annexée par la province d'Ōsumi. Il fait actuellement partie de la préfecture de Kagoshima, et forme :
- la sous-préfecture de Kumage (熊毛支庁, Kumage-shichō?) avec :
  - la ville de Nishinoomote (西之表市, Nishinoomote-shi?) sur Tanega-shima et Mage-shima : 17 000 habitants en 2010,
  - le district de Kumage (熊毛郡, Kumage-gun?) avec :
    - les bourgs de Nakatane (中種子町, Nakatane-chō?) et Minamitane (南種子町, Minamitane-chō?) sur Tanega-shima : respectivement 9 000 et 6 000 habitants en 2010,
    - et le bourg de Yakushima (屋久島町, Yakushima-chō?) sur Yaku-shima et Kuchinoerabu-jima : 13 000 habitants en 2010,
- la moitié du district de Kagoshima (鹿児島郡, Kagoshima-gun?) avec le village de Mishima (三島村, Mishima-mura?) sur Kuro-shima, Iō-jima et Take-shima : 400 habitants en 2010. L'autre moitié du district forme le village de Toshima (十島村, Toshima-mura?) sur les îles Tokara.

## Histoire
L'archipel, en particulier Tanega-shima, est l'endroit où Fernão Mendes Pinto arriva au Japon en 1543. Les portugais y négociaient des armes à feu, en particulier des arquebuses (火縄銃, hinawajū) qui doivent leur surnom japonais de tanegashima au fait qu'elles ont été introduites au Japon pour la première fois sur cette île, du savon, du tabac et d'autres produits inconnus du Japon médiéval.

## Culture
Yakushima est inscrite au patrimoine mondial de l'UNESCO. L'île possède une végétation luxuriante, car il y pleut presque tous les jours. On peut y visiter la forêt de Shiratani unsui-kyō (白谷雲水峡, littéralement « gorge d'eau et de nuage de Shiratani ») qui a inspiré Hayao Miyazaki pour les films Nausicaä de la vallée du vent et Princesse Mononoké, et qui est désormais surnommée la « forêt de Princesse Mononoké » (もののけ姫の森, Mononoke-hime no mori).